# Mariano Torres
Mariano Néstor Torres (Buenos Aires, Argentina, 19 de mayo de 1987) es un futbolista argentino que juega como mediocentro ofensivo en el Deportivo Saprissa de la Primera División de Costa Rica. Es también considerado como parte de los mejores extranjeros en la historia de la primera division de Costa Rica y con el Deportivo Saprissa.
Torres se formó en las divisiones inferiores de Boca Juniors, para más tarde debutar en el LASK Linz de Austria, club al que se había unido en condición de préstamo. En 2008 tuvo un breve periodo cedido en Godoy Cruz. Se marchó de Argentina para firmar en el Corinthians de Brasil, luego fue prestado al Náutico Capibaribe y Santo André, con el que logró el segundo lugar del Campeonato Paulista de 2010. Regresó a la liga argentina al firmar con Huracán y posteriormente se incorporó en el segundo equipo de Boca Juniors hasta recalar en el Cobresal de Chile en 2013. Desarrolló su carrera en los clubes bolivianos del Jorge Wilstermann y The Strongest. En junio de 2016 se incorporó al Deportivo Saprissa de Costa Rica que fue para lo que le alcanzó jugar en Centroamérica donde ha ganado ocho ligas nacionales y una Liga Concacaf, consagrándose como uno de los mejores futbolistas del equipo y mejorando sus estadísticas de apariciones y goles.

## Trayectoria

### C. A. Boca Juniors
Mariano Torres comenzó su formación futbolística en el Club Atlético Boca Juniors de su natal Argentina, y durante cada entrenamiento fue consolidándose como mediocentro ofensivo por su técnica individual y precisión. Luego de permanecer varios años en las categorías inferiores del conjunto Xeneize, Torres debutó el 24 de julio de 2007 en un amistoso contra el Real Salt Lake de Estados Unidos. En esa oportunidad entró de cambio al minuto 73' por Jesús Dátolo, y su club empató a un tanto. Posteriormente, el centrocampista no fue tomado en cuenta por el entrenador Miguel Ángel Russo en la primera mitad de la temporada 2007-08 de Primera División. Debido a esto, los dirigentes del equipo le buscaron un club para poder participar, el cual fue el LASK Linz de Austria.

### LASK Linz
El mediocampista fue enviado en condición de préstamo junto con su compañero Matías Rodríguez al LASK Linz de la Primera Liga de Austria. Debutó profesionalmente en la fecha 24 del 17 de febrero de 2008, en el enfrentamiento de su equipo contra el Sportvereinigung Ried en el Linzer Stadion. Mariano fue titular, salió de cambio al minuto 67' por Christoph Saurer y su club ganó con marcador de 1-0. En total disputó siete encuentros, en seis oportunidades esperó desde el banquillo y tuvo un acumulado de 310 minutos jugados. Una vez finalizada la temporada, el volante regresó al Boca Juniors.

### C. A. Boca Juniors
Torres volvió al equipo después de su paso por el fútbol austriaco. Realizó los entrenamientos de pretemporada, pero no fue considerado en el campeonato argentino. Debido a esto fue cedido nuevamente, siendo el Godoy Cruz su nuevo club.
Para el Torneo de Clausura 2009, el centrocampista regresó al Boca Juniors, pero no tuvo regularidad en los partidos para el técnico Carlos Ischia. Su único encuentro realizado fue el amistoso del 20 de enero ante Independiente, en el cual entró como sustitución por Damián Díaz al minuto 81'. El resultado fue de victoria 2-0. En la competencia de liga, su grupo obtuvo el decimocuarto puesto con 22 puntos.

### S. C. Corinthians Paulista
El 9 de agosto de 2009, se oficializa el fichaje de Torres en el Sport Club Corinthians Paulista de Brasil, con Matías Defederico, con quien compartió el representante. El mediocentro no fue tomado en cuenta para los juegos del Brasileirão de ese año con su club, por lo que se decide la cesión del futbolista al Clube Náutico Capibaribe a inicios de septiembre.

### Náutico Capibaribe
Mariano debutó el 30 de septiembre de 2009, en el partido de su club frente a São Paulo en condición de local. El jugador estuvo 45 minutos, pero fue reemplazado al inicio de la segunda mitad. El marcador culminó en derrota de 1-2. Torres disputó siete partidos y alcanzó 216 minutos de participación. Por otra parte, su equipo quedó en el penúltimo lugar de la tabla con 38 puntos, siendo relegado a la Segunda División.

### E. C. Santo André
Luego de haber regresado al Sport Club Corinthians Paulista, este conjunto volvió a cederlo y su siguiente club fue el Esporte Clube Santo André. Desarrolló su juego en el Campeonato Paulista de 2010, y logró el segundo lugar del torneo después de perder la final ante el Santos.

### C. A. Huracán
Su contrato en el Corinthians expiró, por lo que regresó a su país para ser fichado por el Club Atlético Huracán. En toda la temporada 2010-11 de Primera División, el centrocampista tuvo 10 apariciones con 348 minutos de adaptación. En la tabla general acumulada de torneos anteriores, su conjunto quedó en el decimonoveno puesto y debió disputar la ronda de promoción. Esta serie se llevó a cabo ante el Club de Gimnasia y Esgrima La Plata en el Estadio La Bombonera, y el marcador fue de derrota 0-2. Este resultado tuvo como consecuencia el descenso a la Primera B Nacional.

### C. A. Boca Juniors
A mediados de 2011 se hizo oficial la recompra del jugador en el Boca Juniors. El mediocentro ofensivo no tuvo participación en la temporada 2011-12, donde su equipo ganó el Torneo de Apertura. Seguidamente no fue considerado para la primera mitad de la temporada 2012-13 y salió del club a finales de 2012.

### C. D. Cobresal
A inicios de 2013 se da la transferencia de Torres al Club de Deportes Cobresal de la Primera División de Chile. Debutó el 22 de febrero en la jornada 5 del Torneo Transición, en la que su equipo visitó el Estadio Municipal de La Florida contra el Audax Italiano. Mariano participó 69 minutos en la derrota de 3-2. Su primer gol como profesional se dio el 17 de marzo sobre el Palestino. El segundo tanto de la competencia fue en la fecha 12 ante el Huachipato, partido que finalizó en victoria de 0-2. Al término de la fase de grupo, su conjunto obtuvo el último lugar con 11 puntos.
Para el Torneo de Apertura 2013, su equipo continuó en la máxima categoría tras eludir el descenso en la temporada anterior. Los Albinaranjas en la competencia alcanzaron el noveno lugar con 24 puntos. En el Torneo de Clausura 2014, su grupo mantuvo la regularidad y quedó en el décimo puesto con 21 puntos.
En la Liguilla Pre-Sudamericana 2014 su equipo hizo frente a la Universidad de Concepción por las semifinales. La ida terminó empatada sin anotaciones, mientras que la vuelta fue de victoria de 2-3. El 11 de mayo fue la final de ida contra Palestino, los tantos de sus compañeros Ever Cantero y Lino Maldonado fueron suficientes para el triunfo de 2-0. La vuelta se llevó a cabo cuatro días después en el Estadio Municipal de La Cisterna. A pesar de la pérdida de 2-1, las cifras globales dieron la clasificación a su conjunto al torneo continental.
La primera fecha del Torneo de Apertura 2014 se desarrolló el 20 de julio contra la Universidad de Chile en el Estadio Santa Laura. Mariano fue titular los 90 minutos en la derrota de 2-1. A finales de agosto se llevó la serie por la Primera fase de la Copa Sudamericana, en la que su club enfrentó al General Díaz de Paraguay. La derrota de 2-1 y el empate de 2-2 no permitieron el avance a la siguiente ronda. Por otra parte, Torres estuvo en los dos encuentros. En el campeonato nacional, el Cobresal quedó en el decimoquinto lugar con 17 puntos y el futbolista tuvo 16 apariciones con un gol conseguido.

### C. D. Jorge Wilstermann
A principios de 2015 firmó con el Club Deportivo Jorge Wilstermann de la Primera División de Bolivia. Participó en 18 oportunidades en el Torneo de Clausura, anotó cuatro goles y su equipo se ubicó en el tercer lugar de la tabla con 39 puntos.
Para el Torneo de Apertura correspondiente a la temporada 2015-16, el centrocampista no mostró regularidad en sus apariciones y su conjunto acabó en el sexto lugar de la clasificación con 33 puntos. Poco después Mariano salió de la institución para firmar con The Strongest.

### The Strongest
A partir de 2016 fue presentado como el nuevo refuerzo de The Strongest, igualmente del fútbol boliviano. Se destacó su participación en la fase de grupos de la Copa Libertadores, donde su club no avanzó a la etapa eliminatoria tras acabar en el tercer puesto, siendo superados por River Plate y São Paulo, pero por encima de Trujillanos. Por otra parte, Mariano obtuvo un total de 315 minutos de acción. En el Torneo de Clausura que concluyó la temporada nacional, el conjunto Gualdinegro quedó subcampeón.

### Deportivo Saprissa

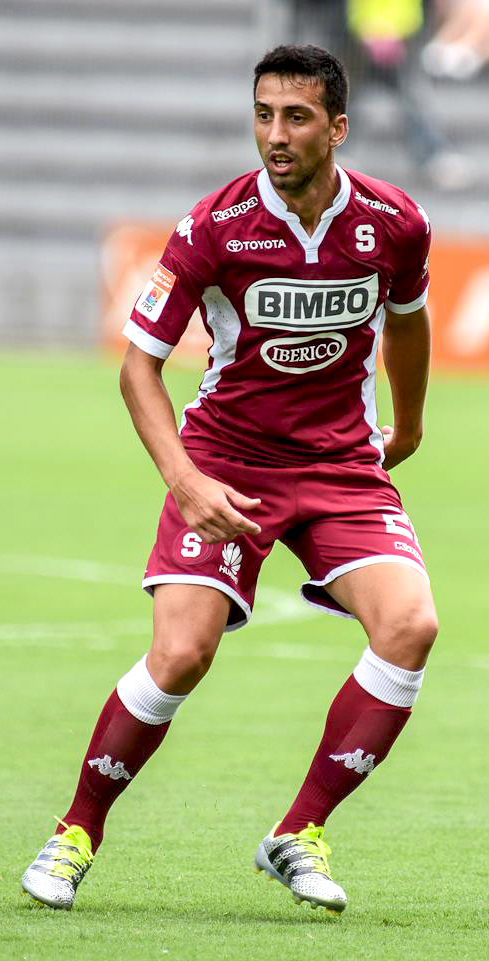
Torres jugando su primer torneo con Saprissa.

El 27 de junio de 2016, se dio la contratación de manera oficial del mediocentro en el Deportivo Saprissa de Costa Rica, firmando el contrato por un año con los morados con la posibilidad de una extensión. En la primera fecha del Campeonato de Invierno, su conjunto hizo frente al recién ascendido San Carlos, el 16 de julio en el Estadio Nacional. Sus compañeros Ulises Segura, David Guzmán y Rolando Blackburn anotaron, pero el empate de 3-3 prevaleció hasta el final del juego. Torres no fue convocado al no poseer su permiso de trabajo. El 24 de julio debutó en la tercera jornada contra Carmelita en el Estadio Ricardo Saprissa. Salió como titular y consiguió un gol al minuto 16', tras realizar un remate fuera del área. El 18 de agosto se inauguró la Concacaf Liga de Campeones donde su equipo, en condición de local, tuvo como adversario al Dragón de El Salvador. El volante fue titular, hizo el cuarto tanto del partido al minuto 21' y el resultado culminó con marcador abultado de 6-0 a favor de los morados. El 25 de agosto se desarrolló la segunda fecha de la competencia continental, de nuevo contra los salvadoreños, pero de visitante en el Estadio Cuscatlán. Tras los desaciertos de sus compañeros en acciones claras de gol, el resultado de 0-0 se vio reflejado al término de los 90 minutos. Tres días después logró un gol de tiro libre en el torneo nacional, ante Pérez Zeledón; las cifras finales fueron de 4-0. La tercera jornada del torneo del área se llevó a cabo el 14 de septiembre, en el Estadio Ricardo Saprissa contra el Portland Timbers de Estados Unidos. A pesar de que su club inició perdiendo desde el minuto 4', logró sobreponerse a la situación tras desplegar un sistema ofensivo. Al minuto 59', Torres brindó una asistencia a Fabrizio Ronchetti, quien posteriormente ejecutó un «caño» hacia un futbolista rival y sacó de la marcación a otro defensor junto al guardameta, esto para rematar y concretar el tercer tanto del compromiso. El resultado fue de triunfo 4-2. El 19 de octubre se tramitó el último encuentro de la fase de grupos, por segunda vez ante los estadounidenses, en el Providence Park de Portland, Oregon. El jugador fue titular, salió de cambio por Julio Cascante al minuto 82', y el desenlace del compromiso finiquitó igualado a un tanto, dándole la clasificación de los morados a la etapa eliminatoria de la competencia. El 6 de noviembre, en el ríspido partido contra el Pérez Zeledón a causa de las condiciones del Estadio Municipal, su conjunto se vio en desventaja por el marcador de 1-0, por lo que más tarde lo igualó mediante el tiro libre de su compañero Daniel Colindres. Al minuto 84', Torres aprovechó la oportunidad para tirar desde el punto de penal, y concretó el gol de la victoria de 1-2. En el vigésimo segundo juego de la primera fase de la liga nacional, su equipo enfrentó a Liberia en el Estadio Ricardo Saprissa. El resultado de 3-1 aseguró el liderato para su grupo con 49 puntos, y además un cupo para la cuadrangular final. El 15 de diciembre su equipo venció 2-0 al Herediano, para obtener el primer lugar de la última etapa del certamen y así proclamarse campeón automáticamente. Con esto, los morados alcanzaron la estrella número «33» en su historia y Torres logró el primer título de liga en su carrera. Estadísticamente, contabilizó 19 apariciones y anotó tres tantos, para un total de 1225 minutos disputados.
Para el inicio del Campeonato de Verano 2017 que se llevó a cabo el 8 de enero, el equipo saprissista tuvo la visita al Estadio Carlos Ugalde, donde enfrentó a San Carlos. Por su parte, Mariano Torres no fue tomado en cuenta para este juego debido a una lesión, mientras que el marcador fue con derrota de 1-0. El 22 de enero, en el compromiso de su equipo contra el Cartaginés en el Estadio "Fello" Meza, el centrocampista fue expulsado al minuto 42' tras una acción antideportiva cometida sobre el rival Néstor Monge. Una vez que conoció la determinación del árbitro central Juan Gabriel Calderón, Torres le sujetó el brazo y le reclamó fuertemente. Estas situaciones provocaron que el jugador cometiera infracciones en el reglamento de competición, el cual le castigó tres días después con una suspensión de seis meses en el torneo de liga costarricense, con la excepción del certamen internacional. El 30 de enero, la dirigencia saprissista presentó la apelación ante la Federación Costarricense de Fútbol, la cual fue aceptada, el 8 de febrero, por los miembros que conforman la organización del Tribunal de Alzada. La sentencia hacia Torres bajó de medio año a cinco partidos, por lo que quedó habilitado para participar en el campeonato local. La reanudación de la Liga de Campeones de la Concacaf, en la etapa de ida de los cuartos de final, tuvo lugar el 21 de febrero, fecha en la que su club recibió al Pachuca de México en el Estadio Ricardo Saprissa. El mediocentro fue titular los 90 minutos y el trámite del encuentro se consumió en empate sin anotaciones. El 28 de febrero fue el partido de vuelta del torneo continental, en el Estadio Hidalgo. Las cifras finales fueron de 4-0 a favor de los Tuzos. El 12 de abril, en el áspero partido contra Pérez Zeledón en el Estadio Ricardo Saprissa, su club estuvo por debajo en el marcador por el gol del adversario en tan solo cuatro minutos después de haber iniciado el segundo tiempo. El bloque defensivo de los generaleños le cerró los espacios a los morados para desplegar el sistema ofensivo del entrenador Carlos Watson, pero al minuto 85', su compañero Daniel Colindres brindó un pase filtrado al uruguayo Fabrizio Ronchetti para que este definiera con un remate de pierna izquierda. Poco antes de finalizada la etapa complementaria, el defensor Dave Myrie hizo el gol de la victoria 2-1. Con este resultado, los saprissistas aseguraron el liderato del torneo a falta de un compromiso de la fase de clasificación. El 25 de abril se le diagnosticó un esguince grado tres y una fisura en el tobillo izquierdo, luego de haber participado en el inicio de la cuadrangular ante Limón, dos días antes en el Estadio Juan Gobán. A causa de esta situación, se perdería el resto del certamen y en total tuvo acción por dieciséis juegos para un acumulado de 1192 minutos. A causa de la derrota 1-2 de local ante el Santos de Guápiles, su equipo alcanzó el tercer puesto de la cuadrangular y por lo tanto quedó instaurado en la última instancia al no haber obtenido nuevamente el primer sitio. El 17 de mayo se desarrolló el juego de ida de la final contra el Herediano, en el Estadio Rosabal Cordero. El volante no vio acción por lesión en la pérdida de 3-0. En el partido de vuelta del 21 de mayo en el Estadio Ricardo Saprissa, los acontecimientos que liquidaron el torneo fueron de fracaso con números de 0-2 a favor de los oponentes, y un agregado de 0-5 en la serie global. Tres días después amplió su contrato hasta mayo de 2018.
Su debut en el Torneo de Apertura 2017 se produjo el 30 de julio en el Estadio "Fello" Meza de Cartago, escenario en el que su conjunto fungió como local contra Carmelita. Mariano apareció en el once inicial, salió de relevo por David Ramírez al minuto 74' y aportó una asistencia y un gol en la victoria con cifras de 4-2. El 3 de septiembre, en el juego frente a Grecia en el Estadio Ricardo Saprissa, el centrocampista logró su segunda anotación del certamen tras ejecutar un magnífico tiro libre, para colocar la ventaja transitoria de 1-0. En el mismo compromiso también asistió a su compañero Marvin Angulo para el tanto al cierre de la primera mitad. El 20 de septiembre hizo una anotación ante Liberia por la vía del penal al minuto 85', la que concluyó el triunfo con goleada 4-0. Torres consiguió su cuarto gol —a través de un disparo lejano— el 2 de octubre en la victoria 0-2 sobre Carmelita. El 25 de octubre colaboró con el tanto del empate 1-1 contra la Universidad de Costa Rica. Anotó por primera vez en el clásico ante Alajuelense el 29 de octubre, al minuto 43', donde recibió un pase de Daniel Colindres para encarrilarse por la banda izquierda y sorprender al guardameta rival con su remate; el resultado culminó en triunfo 2-0. Hizo de penal su séptimo gol, el 12 de noviembre en la victoria 1-2 de visitante contra Guadalupe. Los saprissistas avanzaron a la cuadrangular en el segundo sitio con 43 puntos, y al cierre de la misma, el conjunto tibaseño quedó sin posibilidades de optar por el título. El centrocampista contabilizó veintitrés presencias, marcó siete tantos y puso cinco asistencias.
Con miras al Torneo de Clausura 2018, su equipo cambió de entrenador debido al retiro de Carlos Watson, siendo Vladimir Quesada —quien fuera el asistente la campaña anterior— el nuevo estratega. Torres apareció en sustitución de Randy Chirino al minuto 61' en la primera fecha del 7 de enero ante Liberia, en el Estadio Edgardo Baltodano, donde el resultado terminaría en victoria de los morados por 0-3. El 28 de febrero marcó el gol del empate sobre el América de México en el Estadio Azteca, por la vuelta de los octavos de final de la Liga de Campeones de la Concacaf. El centrocampista tuvo una de sus actuaciones más brillantes el 7 de marzo, por la fecha de reposición contra Guadalupe, al concretar dos tantos en la victoria por 4-0. El primero de ellos lo logró mediante un extraordinario «gol olímpico» al minuto 19' —convirtiéndose en el primer argentino en anotar por esa vía—, y el otro con un potente remate de pierna derecha al cierre de la primera mitad. El 8 de abril materializó un gol en la ganancia de visita por 2-3 ante el Pérez Zeledón. Una semana después marcó de tiro libre directo sobre el conjunto de Guadalupe (triunfo 0-3). El 2 de mayo convirtió otra anotación esta vez frente al Santos de Guápiles, quitándose a dos defensores desde la banda derecha y con un toque fino y magistral venció al portero. El 20 de mayo se proclama campeón del torneo con su club tras vencer al Herediano en la tanda de penales. El volante sumó en total veintiséis apariciones, concretó cinco tantos y puso ocho asistencias. Poco después, firmó el contrato de ampliación a dos años adicionales.
Debuta en el Torneo de Apertura 2018 el 22 de julio con victoria de su equipo por 2-1 sobre el Santos de Guápiles. Torres consigue sus primeros dos goles de la temporada el 5 de agosto, en la visita al Estadio "Cuty" Monge contra la Universidad de Costa Rica (triunfo 0-4), ambos con remates de pierna derecha a los minutos 48' y 68'. El 21 de octubre concreta un tanto de tiro libre cobrado de forma magnífica y precisa en el clásico frente a Alajuelense, para poner el empate transitorio de 1-1 al minuto 9'. El resultado de 2-1 terminó favoreciendo a su conjunto. Concluyó el certamen con veinticuatro apariciones, aportó cuatro goles y sirvió siete asistencias —el de mayor cantidad de este parámetro del equipo—.
Afronta su primer partido del Torneo de Clausura 2019 el 13 de enero, en el empate de local a dos goles contra Limón. Marcó su primer gol el 20 de enero, por la vía del tiro libre directo sobre Guadalupe, el cual fue insuficiente en la derrota de su equipo de 1-3 a domicilio. El 6 de febrero, fue artífice del tanto que valió para la victoria ajustada por 1-0 ante el Santos de Guápiles. El 14 de febrero destacó con un gol desde fuera del área contra la Universidad de Costa Rica, donde los morados obtuvieron el gane por 0-2 en condición de visitante. El 26 de febrero, puso una de las anotaciones para los morados en el duelo de vuelta de los octavos de final de la Liga de Campeones de la Concacaf, frente al Tigres de la UANL mexicano. El 31 de marzo marca de penal sobre el Santos de Guápiles. El 8 de mayo, por la vuelta de las semifinales contra Pérez Zeledón, Torres sumó un gol más de tiro libre al minuto 20', para la ventaja transitoria de 1-0. El juego culminó en victoria 2-1 con la clasificación a la siguiente instancia.
Mariano se perdió los primeros tres partidos del Torneo de Apertura 2019 por una sanción que se le impuso una vez concluido el certamen anterior, esto tras haber protestado de forma airada sobre el árbitro en la final de vuelta. Pudo hacer su debut el 31 de julio precisamente en la ronda preliminar de la Liga Concacaf contra el Belmopan Bandits de Belice, donde empezó en la titularidad pero salió de cambio al minuto 76' por Jonathan Martínez. El marcador finalizó con cifras de victoria 1-3. El 28 de septiembre marcó su primer gol en la liga, de tiro libre en la derrota 2-1 frente a Guadalupe. El 6 de octubre salió expulsado por tarjeta roja directa en el clásico contra Alajuelense, siendo posteriormente suspendido por dos jornadas y abonando una multa de cien mil colones. El 21 de octubre colaboró con una anotación en la victoria abultada de 6-0 sobre Limón. El 26 de noviembre se proclama campeón del torneo regional, tras vencer en la final al Motagua de Honduras.

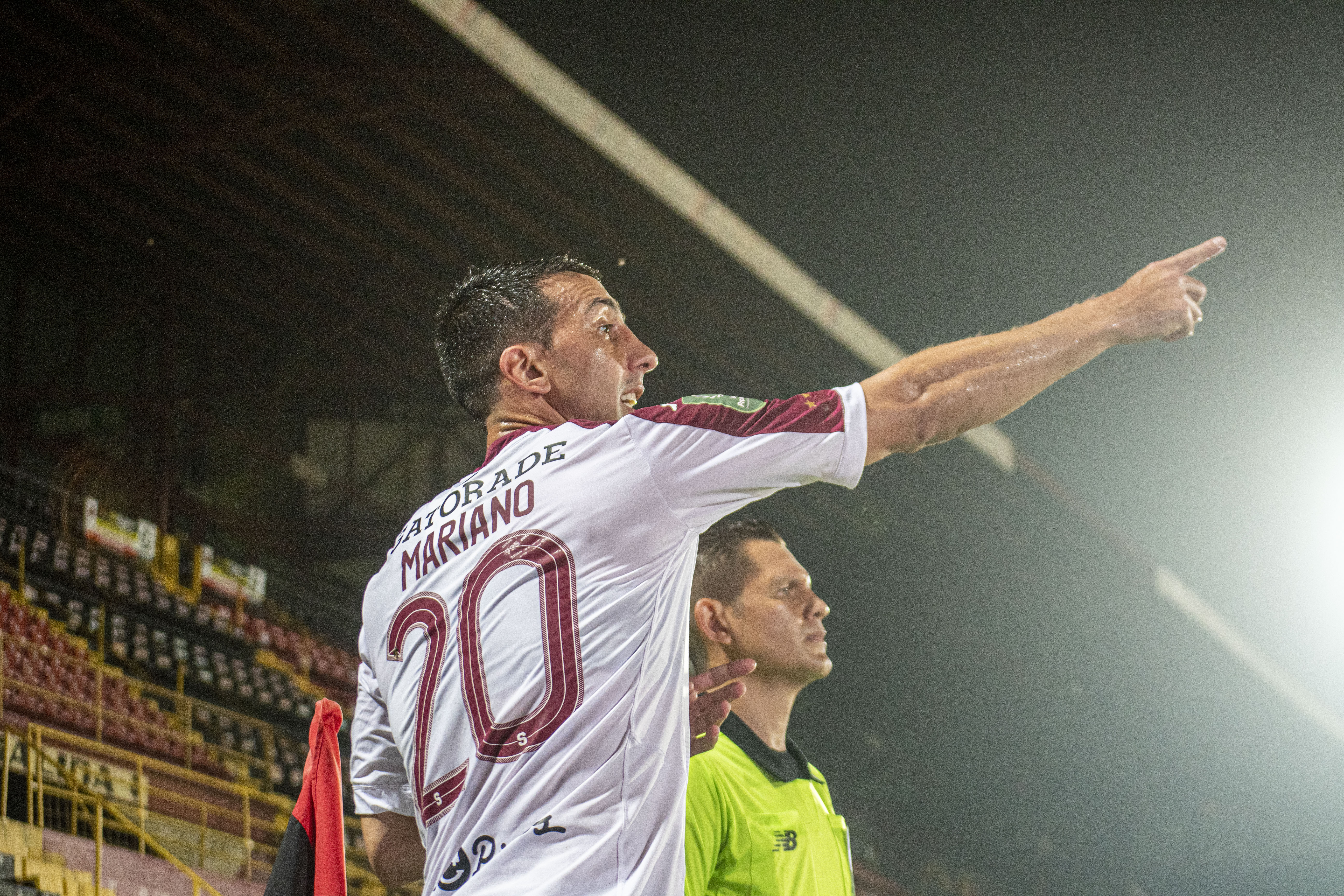
Mariano Torres en la final del Clausura 2020.

Jugó la primera fecha del Torneo de Clausura 2020 el 11 de enero frente a San Carlos en el Estadio Carlos Ugalde. Torres alcanzó 86 minutos de participación, salió de cambio por Esteban Rodríguez y el marcador terminó en victoria por 0-1. El 26 de enero salió expulsado por doble tarjeta amarilla en el duelo contra Herediano, por protestar con el árbitro. Mariano fue suspendido por un juego y debió abonar una multa de setenta y cinco mil colones. Anotó en la campaña el 12 de febrero sobre Jicaral en el triunfo de visita por 0-3. El 5 de marzo marcó de tiro libre sobre Guadalupe para el descuento de la derrota 2-1. El 23 de mayo hizo un magnífico gol de «vaselina» ante el Santos de Guápiles en la victoria de visita por 2-4. El 29 de junio alcanzó el título nacional con Saprissa, luego de superar la serie final del campeonato sobre Alajuelense. Mariano convirtió el último gol de la temporada para su equipo, el que significó la victoria 1-0 en el duelo de vuelta. El jugador obtuvo veintiún apariciones, colaboró con cuatro tantos y puso la misma cantidad en asistencias. El 6 de julio firmó la renovación de su contrato a dos años más.
Comenzó la nueva temporada el 15 de agosto de 2020, por la primera fecha del Torneo de Apertura con la victoria 4-0 de local sobre Limón. Torres puso una asistencia para el cuarto gol convertido por Johan Venegas al minuto 86'. En el certamen nacional, el centrocampista obtuvo diecisiete apariciones, marcó tres goles y asistió en dos ocasiones. Su equipo terminó siendo eliminado en semifinales por el Herediano.
Debuta en la primera jornada del Torneo de Clausura 2021 el 13 de enero, como titular en el empate sin goles frente a Grecia. El 22 de enero anota el quinto gol de su equipo para la victoria 5-0 sobre el Arcahaie, por las semifinales de la Liga Concacaf. Tres días después, Torres marcó de penal el empate transitorio 1-1 ante Guadalupe, marcando al minuto 67'. El resultado quedó igualado 2-2. En la última fecha de la clasificación, Saprissa terminó accediendo a un puesto a la siguiente ronda de cuarto lugar. El 16 de mayo enfrentó a Alajuelense por la semifinal de ida, ganando por 4-3. Tres días después se dio el empate 2-2 en el partido de vuelta. El 23 de mayo se presentó el resultado favorable de 3-2 sobre el Herediano por la final de ida, mientras que el 26 de mayo también el triunfo ante el conjunto rojiamarillo por 0-1 en la vuelta. Torres ganó un nuevo título con Saprissa y en esta competencia tuvo veintidós apariciones, hizo un gol y puso ocho asistencias, siendo este último de mayor cantidad en general del torneo. El 17 de junio recibió la distinción de mejor jugador extranjero del Clausura.
Inició la temporada disputando el primer partido del Torneo de Apertura 2021 el 27 de julio, compromiso en el que fue titular y capitán en la totalidad de los minutos de la victoria de local por 3-0 sobre el Santos de Guápiles. El 4 de agosto conquistó el título de la Supercopa luego de que su equipo venciera de forma contundente a Alajuelense por 4-1 en el Estadio Nacional. El 28 de agosto materializó sus dos primeros goles de la campaña frente a Alajuelense, determinantes del triunfo por 4-2. El 19 de septiembre marcó un tanto en la visita al Santos de Guápiles. El 26 de septiembre hizo un magnífico gol de tiro libre ante el Pérez Zeledón para guiar a su club al triunfo por 3-0. El 30 de septiembre colaboró con un tanto de penal en el partido de vuelta de octavos de final de Liga Concacaf contra el Santa Lucía de Guatemala. El 14 de octubre marcó de penal en la goleada 4-0 frente a Guadalupe. El 21 de octubre anota uno de los tantos que ayudó a su equipo a remontar el partido de ida de cuartos de final del torneo continental contra el Comunicaciones (4-3). El conjunto morado finalizó la competencia nacional con el subcampeonato tras perder la gran final contra Herediano, serie en la que Mariano no pudo participar debido a una lesión. Torres contabilizó diecinueve presencias, convirtió cinco goles y puso cuatro asistencias.
El 16 de enero de 2022, enfrentó su primer partido por el Torneo de Clausura, en el compromiso que cayó su equipo por 1-2 de local contra San Carlos. El jugador gozó de 72 minutos de acción antes de salir de cambio por Marvin Angulo. El 22 de enero hizo su primer gol de la campaña sobre el Cartaginés. El 8 de febrero marcó un extraordinario tanto desde fuera del área contra el Santos de Guápiles. El 1 de abril se hizo oficial su extensión de contrato hasta diciembre de 2024. El 6 de abril aportó un magnífico gol sobre Guanacasteca (2-2) al minuto 40', después de un tiro libre en corto donde el balón se coló en el ángulo. El 23 de abril marcó de penal en la visita al Santos. El 7 de mayo puso el tercer gol de su equipo en la victoria 3-1 ante Jicaral, rematando de izquierda desde la media luna para colocar el balón en el ángulo.

## Estadísticas

### Clubes
Actualizado al último partido jugado el 22 de junio de 2022.
| Part. | Goles         | Part.         | Goles | Part. | Goles | Part. | Goles | Asit. |     |    |  |
| LASK Linz Austria |               |               |       |       |       |       |       |       |     |    |  |
| 1.ª | 2008          | 7             | 0     | —     | —     | —     | —     | 7     | 0   |    |  |
| Total club | Total club    | 7             | 0     | —     | —     | —     | —     | 7     | 0   |    |  |
| Boca Juniors Argentina |               |               |       |       |       |       |       |       |     |    |  |
| 1.ª | 2008-09       | 0             | 0     | —     | —     | —     | —     | 0     | 0   |    |  |
| Total club | Total club    | 0             | 0     | —     | —     | —     | —     | 0     | 0   |    |  |
| Corinthians Brasil |               |               |       |       |       |       |       |       |     |    |  |
| 1.ª | 2009          | 0             | 0     | —     | —     | —     | —     | 0     | 0   |    |  |
| Náutico Capibaribe Brasil |               |               |       |       |       |       |       |       |     |    |  |
| 1.ª | 2009          | 7             | 0     | —     | —     | —     | —     | 7     | 0   |    |  |
| Total club | Total club    | 7             | 0     | —     | —     | —     | —     | 7     | 0   |    |  |
| Santo André Brasil |               |               |       |       |       |       |       |       |     |    |  |
| 2.ª | 2010          | 4             | 0     | —     | —     | —     | —     | 4     | 0   |    |  |
| Total club | Total club    | 4             | 0     | —     | —     | —     | —     | 4     | 0   |    |  |
| Huracán Argentina |               |               |       |       |       |       |       |       |     |    |  |
| 1.ª | 2010-11       | 11            | 0     | —     | —     | —     | —     | 11    | 0   |    |  |
| Total club | Total club    | 11            | 0     | —     | —     | —     | —     | 11    | 0   |    |  |
| Boca Juniors Argentina |               |               |       |       |       |       |       |       |     |    |  |
| 1.ª | 2011-12       | 0             | 0     | —     | —     | —     | —     | 0     | 0   |    |  |
| 1.ª | 2012          | 0             | 0     | —     | —     | —     | —     | 0     | 0   |    |  |
| Total club | Total club    | 0             | 0     | —     | —     | —     | —     | 0     | 0   |    |  |
| Cobresal Chile |               |               |       |       |       |       |       |       |     |    |  |
| 1.ª | 2013          | 11            | 2     | —     | —     | —     | —     | 11    | 2   |    |  |
| 1.ª | 2013-14       | 34            | 5     | 8     | 1     | 2     | 0     | 44    | 6   |    |  |
| 1.ª | 2014          | 16            | 1     | 4     | 1     | —     | —     | 20    | 2   |    |  |
| Total club | Total club    | 61            | 8     | 12    | 2     | 2     | 0     | 75    | 10  |    |  |
| Jorge Wilstermann Bolivia |               |               |       |       |       |       |       |       |     |    |  |
| 1.ª | 2015          | 18            | 4     | —     | —     | —     | —     | 18    | 4   |    |  |
| Total club | Total club    | 18            | 4     | —     | —     | —     | —     | 18    | 4   |    |  |
| The Strongest Bolivia |               |               |       |       |       |       |       |       |     |    |  |
| 1.ª | 2015-16       | 11            | 0     | —     | —     | 6     | 0     | 17    | 0   |    |  |
| Total club | Total club    | 11            | 0     | —     | —     | 6     | 0     | 17    | 0   |    |  |
| Deportivo Saprissa Costa Rica |               |               |       |       |       |       |       |       |     |    |  |
| 1.ª | 2016-17       | 35            | 3     | —     | —     | 6     | 1     | 41    | 4   |    |  |
| 1.ª | 2017-18       | 49            | 12    | —     | —     | 2     | 1     | 51    | 13  |    |  |
| 1.ª | 2018-19       | 46            | 8     | —     | —     | 2     | 1     | 48    | 9   |    |  |
| 1.ª | 2019-20       | 28            | 6     | —     | —     | 7     | 0     | 35    | 6   |    |  |
| 1.ª | 2020-21       | 39            | 4     | 1     | 0     | 5     | 1     | 45    | 5   |    |  |
| 1.ª | 2021-22       | 41            | 10    | 1     | 0     | 6     | 2     | 48    | 12  |    |  |
| Total club | Total club    | 238           | 43    | 2     | 0     | 28    | 6     | 268   | 49  | 64 |  |
| Total carrera | Total carrera | Total carrera | 357   | 55    | 14    | 2     | 36    | 6     | 407 | 63 |  |
| (1) Incluye datos de la Copa Chile (2013-14) / Supercopa de Costa Rica (2020-21). (2) Incluye datos de la Copa Libertadores (2014-16) / Liga de Campeones de la Concacaf (2016-22) / Liga Concacaf (2019-21). (3) No incluye goles en partidos amistosos. |               |               |       |       |       |       |       |       |     |    |  |

## Palmarés

### Títulos nacionales
| Título                         | Club               | País       | Año  |
| ------------------------------ | ------------------ | ---------- | ---- |
| Primera División de Costa Rica | Deportivo Saprissa | Costa Rica | 2016 |
| Primera División de Costa Rica | Deportivo Saprissa | Costa Rica | 2018 |
| Primera División de Costa Rica | Deportivo Saprissa | Costa Rica | 2020 |
| Primera División de Costa Rica | Deportivo Saprissa | Costa Rica | 2021 |
| Supercopa de Costa Rica        | Deportivo Saprissa | Costa Rica | 2021 |
| Primera División de Costa Rica | Deportivo Saprissa | Costa Rica | 2022 |
| Primera División de Costa Rica | Deportivo Saprissa | Costa Rica | 2023 |
| Supercopa de Costa Rica        | Deportivo Saprissa | Costa Rica | 2023 |
| Primera División de Costa Rica | Deportivo Saprissa | Costa Rica | 2023 |
| Primera División de Costa Rica | Deportivo Saprissa | Costa Rica | 2024 |

### Títulos internacionales
| Título        | Club               | Sede        | Año  |
| ------------- | ------------------ | ----------- | ---- |
| Liga Concacaf | Deportivo Saprissa | Tegucigalpa | 2019 |

### Distinciones individuales
| Distinción                                                                                | Año  |
| ----------------------------------------------------------------------------------------- | ---- |
| Mejor jugador extranjero de 2017 según el Círculo de Periodistas y Locutores Deportivos   | 2018 |
| Mejor jugador extranjero de la Primera División de Costa Rica del Torneo de Clausura 2019 | 2019 |
| Mejor jugador extranjero de la Primera División de Costa Rica del Torneo de Clausura 2021 | 2021 |
| Mejor jugador extranjero de la Primera División de Costa Rica del Torneo Apertura 2022    | 2023 |
| Mejor jugador de la Primera División de Costa Rica del Torneo Apertura 2022               | 2023 |
| Mejor jugador extranjero de la Primera División de Costa Rica del Torneo Clausura 2023    | 2023 |
| Mejor jugador de la Primera División de Costa Rica del Torneo Clausura 2023               | 2023 |